# Morran och Tobias
Morran och Tobias är en humorserie från 2014 på SVT med Johan Rheborg och Robert Gustafsson. Serien är en fortsättning på en minisketchserie i programmet Svensk humor som sändes 2013 på SVT.
Morran och Tobias sändes som 16 webbavsnitt på SVT Flow hösten 2014 samt fyra halvtimmeslånga avsnitt på SVT 10 januari 2015. Programmet vann i kategorin "årets program" i Kristallen 2015.

## Bakgrund
Morran och Tobias medverkade först i ett antal sketcher i humorprogrammet Svensk humor. Dessa blev så pass populära att Morran och Tobias fick en egen serie.
Om hur serien uppkom har Robert Gustafsson kommenterat: "Vi fastnade för white trash-miljön som man ser på landet, alla har ju sett något hus med en massa sopor utanför och containers och en skrotbil och en höna som går omkring. Och då undrar man ju vem det är som bor där."

## Handling
Serien handlar om två människor som hamnat i samhällets nedre skikt, Monica "Morran" Gunnarsson (Johan Rheborg) och hennes vuxna son Tobias "Tobbe" (Robert Gustafsson) som Morran ofta kallar "Bubben" eller "Bubbis". De har bott ihop i 34 år i ett slitet torp. Deras fastighet har blivit exproprierad och de tvingas flytta. Av en tillfällighet får de möjlighet att flytta tillbaka till torpet i en månad. I serien Morran och Tobias får man följa deras sista månad i huset och bekanta sig med personernas bakgrund.

## Uppföljare
Natten till den 20 februari 2016 brann huset i TV-serien ned till grunden. Det enda som återstod efter branden var murstocken. Det gav inspiration till långfilmen Morran & Tobias – Som en skänk från ovan, som hade biopremiär den 26 oktober 2016 och är en fortsättning på TV-serien Morran och Tobias.
I november 2022 meddelande Johan Rheborg på Instagram att serien skulle få en till säsong med premiär på TV4 och TV4 Play 22 mars 2024. Den består av åtta avsnitt och har titeln Morran och Tobias – Pengarna eller livet.